# Származás (film)
A Származás (eredeti cím: Origin) 2023-ban bemutatott amerikai életrajzi filmdráma, amelyet Ava DuVernay írt és rendezett, Isabel Wilkerson Szolgaságra születtünk? című könyve alapján. A főbb szerepekben Aunjanue Ellis-Taylor, Jon Bernthal, Vera Farmiga, Audra McDonald, Niecy Nash, Nick Offerman és Blair Underwood látható.
A filmet 2023. szeptember 6-án mutatták be a 80. Velencei Nemzetközi Filmfesztivál versenyprogramjában, majd 2024. január 19-én korlátozott számú mozibemutatót kapott. Magyarországon április 11-én jelent meg az ADS Service forgalmazásában.
Általánosságban pozitív véleményeket kapott a kritikusoktól, azonban bevételi szempontból megbukott; a 38 milliós gyártási költségvetéssel szemben mindössze 4,9 millió dollárt tudott gyűjteni.

## Cselekmény
A hatalmas személyes tragédiával küzdő Isabel Wilkerson írónő a Szolgaságra születtünk? című könyv megírása során a globális nyomozás és felfedezés útjára lép.
Wilkerson véleményét Trayvon Martin meggyilkolása után kérik ki. Feltárja azt a gondolatot, hogy a faj nem feltétlenül az egyetlen meghatározó tényező a fanatizmusban, hiszen például Indiában lehet, hogy mindenki ugyanahhoz a "fajhoz" tartozik, de a fanatizmus mégis kasztok szerint történik. Hasonlóképpen, bár az európai származású zsidókat a világ egyes részein "fehérnek" tekintették, a náci Németországban alsóbbrendű fajként határozták meg őket, amelyet ki kell irtani. Wilkerson ellátogat Németországba, és barátaival vitatkozik arról, hogy a rabszolgaság hogyan hasonlítható össze a holokauszttal, a "leigázás" a "kiirtással" szemben.
Wilkerson egy koktélpartin beszélget két fehér nővel, akik barátságosak, de nem teljesen értik az elképzeléseit arról, hogy a fanatizmus különböző fajtái hogyan kapcsolódnak egymáshoz. Később az egyik nővel együtt dolgozik a könyvén.
Ötleteivel és felfedezéseivel összefonódva Wilkerson elszenvedi férje, Brett, egy fehér férfi, idős édesanyja, Ruby és unokatestvére, Marion elvesztését. Gyakran elképzeli, hogy beszélget az elhunytakkal, például Al Brighttal, egy fekete fiúval, aki tagja volt egy győztes Little League-csapatnak, de amikor a győzelem után a csapatot meghívták egy nyilvános uszodába, nem engedték be a vízbe.
Wilkerson német archívumokban kutakodik, és felfedezi, hogy a nácik Amerika rasszista Jim Crow-törvényeinek egy részét használták fel saját rasszista törvényeik kidolgozásához; Adolf Hitler azt mondta, hogy az amerikaiak indiánok elleni népirtását használta útmutatásként a zsidók kiirtásához, a "végső megoldáshoz". Egy náci Németországban élő pár története kapcsolódik, egy férfi nem zsidó náci párttag, aki beleszeret egy zsidó nőbe. Megpróbálnak megszökni Németországból, de a nőt elfogják és táborba küldik.
Szintén elmesélik a fekete házas kutatók, Allison Davis és Elizabeth Stubbs Davis történetét, akik egy fehér házaspárral, Burleigh és Mary R. Gardnerrel együtt dolgoznak egy titkos projektben, amelynek célja az amerikai szegregáció jobb megértése, és amelynek eredménye az 1941-ben megjelent a Deep South: A Social Anthropological Study of Caste and Class in a Southern City című könyv. Egy fekete férfi lincselését mutatják be, amelyet a fehér közönség néz, és néhányan közülük showműsornak tekintik.
Wilkerson végül úgy dönt, hogy könyvet ír a kasztokról, egy olyan fogalomról, amely megoldja azokat az intellektuális problémákat, amelyeket a faj puszta figyelembevétele nem. Felkeresi Indiát és Dr. Ambedkar ma már történelmi emlékhelynek számító otthonát, aki a dalit ("érinthetetlen") népek jogaiért szállt síkra, akik Indiában a kasztrendszer alján állnak. Végül a színpadon beszél új könyvéről, a kasztokról, és arról, hogyan könnyíti meg a bigottság megértését és az ellene való küzdelmet.
Végül egy képernyőn elhangzó monológ részletezi, hogy a könyv a 2020. novemberi amerikai elnökválasztás környékén a The New York Times első számú nonfiction bestsellere lett, és bőven időzött a bestsellerlistán.

## Szereplők
| Szerep                                 | Színész               | Magyar hang     |
| -------------------------------------- | --------------------- | --------------- |
| Isabel Wilkerson                       | Aunjanue Ellis-Taylor | Kiss Eszter     |
| Brett Hamilton, Isabel férje           | Jon Bernthal          | Mészáros András |
| Marion Wilkerson, Isabel unokatestvére | Niecy Nash            | Kocsis Mariann  |
| Ruby Wilkerson, Isabel édesanyja       | Emily Yancy           | Bókai Mária     |
| August Landmesser                      | Finn Wittrock         |                 |
| Irma Eckler                            | Victoria Pedretti     |                 |
| Elizabeth Davis                        | Jasmine Cephas Jones  |                 |
| Allison Davis                          | Isha Blaaker          |                 |
| Kate                                   | Vera Farmiga          |                 |
| Miss Hale                              | Audra McDonald        |                 |
| Sabine                                 | Connie Nielsen        | Ősi Ildikó      |
| Amari Selvan, Isabel szerkesztője      | Blair Underwood       |                 |
| Dave, a vízvezeték-szerelő             | Nick Offerman         |                 |
| Binky                                  | Stephanie March       |                 |
| Trayvon Martin                         | Myles Frost           | Penke Bence     |
| Önmaga                                 | Suraj Yengde, Ph.D.   |                 |
| Mrs. Copeland                          | Donna Mills           |                 |
| egy barát                              | Jordan Lloyd          |                 |
| Erich Kästner                          | Franz Hartwig         |                 |
| Joseph Goebbels                        | Daniel Lommatzsch     |                 |
| Bhímráo Rámdzsí Ámbédkar               | Gaurav J. Pathania    |                 |

### Magyar változat
- Magyar szöveg: Jánosi Emese
- Hangmérnök és vágó: Szabó Péter
- Gyártásvezető: Szántai Szófia
- Szinkronrendező: Bartucz Attila
- Produkciós vezető: Nagy Márk

A szinkront a Budapest Audio készítette el.

## A film készítése
2020 októberében jelentették be, hogy Ava DuVernay rendezi, írja és készíti a Caste: The Origins of Our Discontents filmadaptációt a Netflix számára. Miután a Netflix nem vállalta a filmet, és más stúdiók is elutasították, DuVernay többek között a Ford Foundation, az Emerson Collective és a Pivotal Ventures finanszírozásához fordult. 2023 januárjában Aunjanue Ellis-Taylor, Niecy Nash-Betts, Jon Bernthal, Vera Farmiga, Jasmine Cephas Jones, Nick Offerman és Connie Nielsen csatlakozott a szereplőgárdához. 2023 februárjában Audra McDonald, Myles Frost, Blair Underwood, Victoria Pedretti, Isha Blaaker, Finn Wittrock, Leonardo Nam és Donna Mills is csatlakozott a stábhoz.
A forgatás 2022 decemberében kezdődött. A film Stan Walker új-zélandi zenész „I Am” című dalával zárul, amelyet két nyelven, angolul és māori nyelven énekel.

## Bemutató
A Származás világpremierje 2023. szeptember 6-án volt a 80. Velencei Nemzetközi Filmfesztiválon, ahol az Arany Oroszlán díjért versenyzett, és több mint nyolc percig állva tapsolták. Ezt követően a Neon megszerezte a film forgalmazási jogait. A filmet 2023-as Torontói Nemzetközi Filmfesztiválon is levetítették 2023. szeptember 11-én. A film 2023. december 8-án egyhetes bemutatót tartott New Yorkban és Los Angelesben, majd 2024. január 19-én hivatalosan is megnyitotta kapuit a mozikban, és január 26-án szélesebb körben is láthatóvá vált. Az Egyesült Királyságban 2024. március 8-án mutatta be a Black Bear Pictures.
2024. március 12-én jelent meg a digitális platformokon.